# Trichoniscus halophilus
Trichoniscus halophilus is een pissebed uit de familie Trichoniscidae. De wetenschappelijke naam van de soort is voor het eerst geldig gepubliceerd in 1951 door Albert Vandel.